# Skara Brae
Pour les articles homonymes, voir Skara Brae (homonymie).
Skara Brae est un site archéologique important situé sur la côte occidentale de Mainland, l'île principale des Orcades, archipel situé au nord de l'Écosse. 
Il comprend les restes de huit maisons bâties au Néolithique avec des pierres locales (entre environ 3180 et 2500 av. J.-C.) qui ont passé les siècles sans subir d'importants dommages grâce à leur enfouissement dans le sable. L'état de conservation exceptionnel de ce village néolithique (le plus complet d'Europe), l'a fait inscrire sur la liste du patrimoine mondial de l'UNESCO au sein de l'ensemble «Cœur néolithique des Orcades».

## Découverte
Jusqu'en 1850, Skara Brae est enfoui sous des dunes non loin de la plage. Durant l'hiver de cette année-là, une violente tempête frappe l'Écosse, causant des dégâts considérables et des centaines de morts. Dans la baie de Skaill, la tempête arrache l'herbe et dégage plusieurs constructions sous une grande colline connue sous le nom de "Skerrabra". Les contours d'un village composé de plusieurs petites maisons sans toit apparaissent. William Watt de Skaill, le laird local, commence alors une excavation du site en amateur, mais les travaux sont  abandonnés en 1868, après la découverte de quatre maisons.
Le site est alors resté intact jusqu'en 1913, date à laquelle il est pillé en un week-end. La quantité d'objets emportés par les pillards est aujourd'hui encore inconnue. En 1924, une seconde tempête balaie une partie des maisons et il est décidé de sécuriser et d'étudier le site. Le travail est confié au professeur Vere Gordon Childe de l'université d'Édimbourg. Entre 1928 et 1930, il excave les fondations de huit logements semblables, réunis par une série d'allées basses.
Bien que le site ait connu plusieurs périodes d'occupation et d'habitation, seule la plus récente d'entre elles a été fouillée et est visible aujourd'hui.

## Organisation du site
Les habitants de Skara Brae fabriquaient et utilisaient des poteries de type "Grooved ware" (poterie rainurée), apparues peu avant dans le nord de l'Écosse. Les maisons étaient construites semi-enterrées, non pas dans la terre mais dans des monticules de déchets domestiques préexistants appelés middens, composés de détritus, poteries brisées, os, coquilles et restes d'animaux. Ce "midden" ne procure qu'une faible stabilité aux constructions, mais son utilité principale était de fournir une bonne isolation aux habitations soumises au rude climat hivernal des Orcades. 
En moyenne, chaque maison mesure 40 mètres carrés, avec une grande pièce carrée contenant un foyer en pierre utilisé pour le chauffage et la cuisine. Compte tenu du nombre de maisons et de leurs dimensions, il semble probable que pas plus d'une cinquantaine de personnes vivaient à Skara Brae en même temps. Le village bénéficiait d'un système de canalisations qui incluait peut-être une forme de toilettes dans chaque logement,,,.
Les logements étaient pourvus de meubles en pierre, notamment des armoires, des commodes, des sièges, des lits clos (bordés de larges pierres) et des boîtes de rangement formées de fines plaques dont les joints étaient scellés avec de l'argile. On entrait dans chaque logement par une entrée basse ; la porte était une dalle de pierre qui pouvait être fermée "par une barre qui se glissait dans des trous taillés dans les montants de la porte en pierre". Sept des huit maisons ont un mobilier similaire, les lits et la commode se trouvant aux mêmes emplacements dans chaque maison. La commode se trouve contre le mur opposé à la porte, et est la première chose vue par toute personne entrant dans le logement. Le plus grand lit se trouvait du côté droit de la porte et le plus petit du côté gauche. À l'avant de chaque lit se trouvent des restes de piliers de pierre qui ont pu soutenir un dais de fourrure.
La maison 8 n'a ni boîte de rangement ni commode et a été divisée en quelque chose qui ressemble à de petits cubicules. Des fragments de pierre, d'os et de bois de cervidés ont été excavés, ce qui suggère que la maison a pu être utilisée pour fabriquer des outils tels que des aiguilles en os ou des haches en silex. La présence de roches volcaniques endommagées par la chaleur et de ce qui semble être un conduit de fumée, étaye cette interprétation. La maison 8 se distingue également par d'autres aspects : c'est une structure autonome qui n'est pas entourée par un midden, mais se trouve en surface, avec des murs de plus de 2 mètres d'épaisseur et un "porche" qui protège l'entrée.

Les habitations de Skara Brae
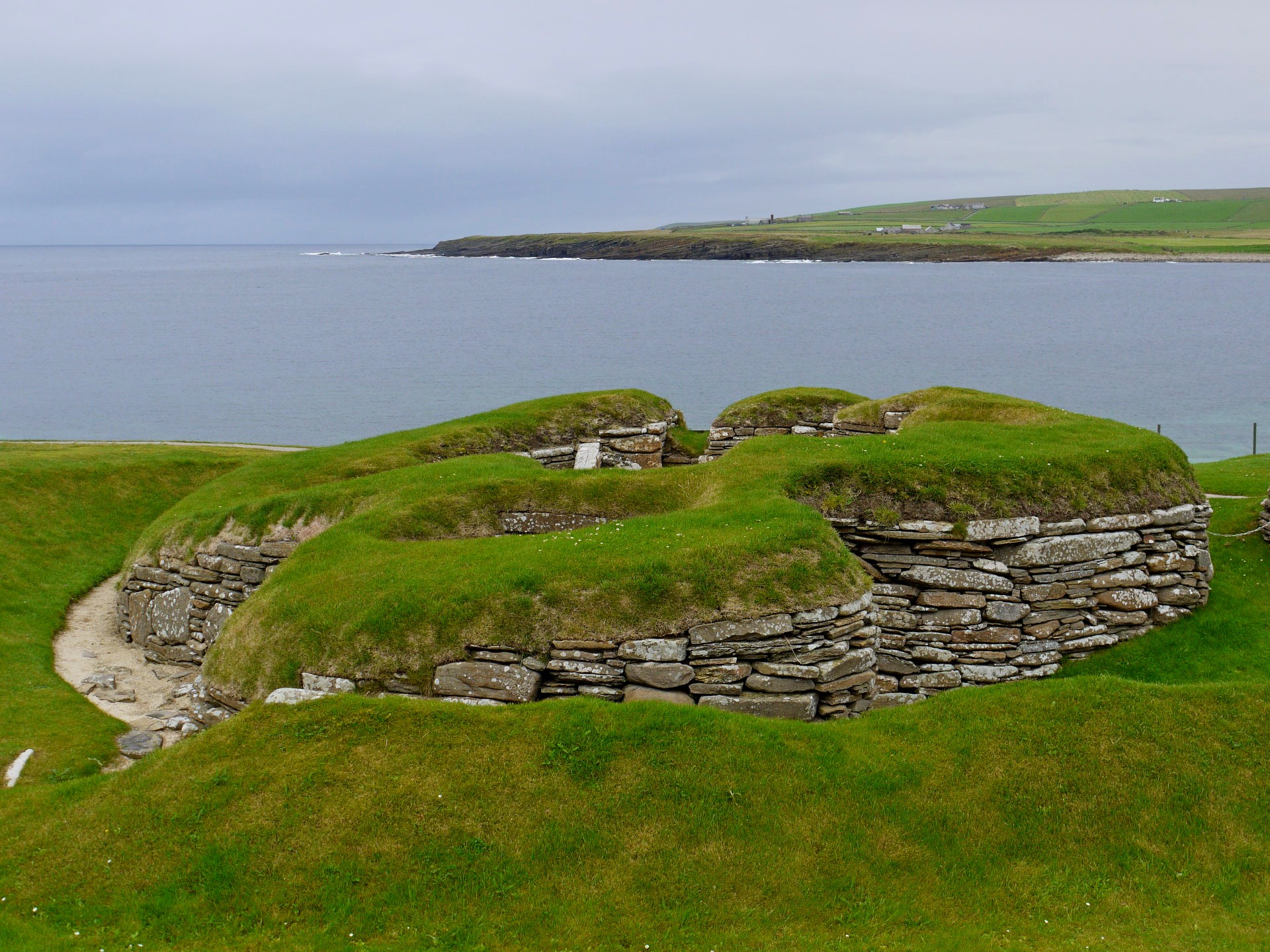
Groupe de maisons de Skara Brae
Entrée d'une réplique d'une maison de Skara Brae.
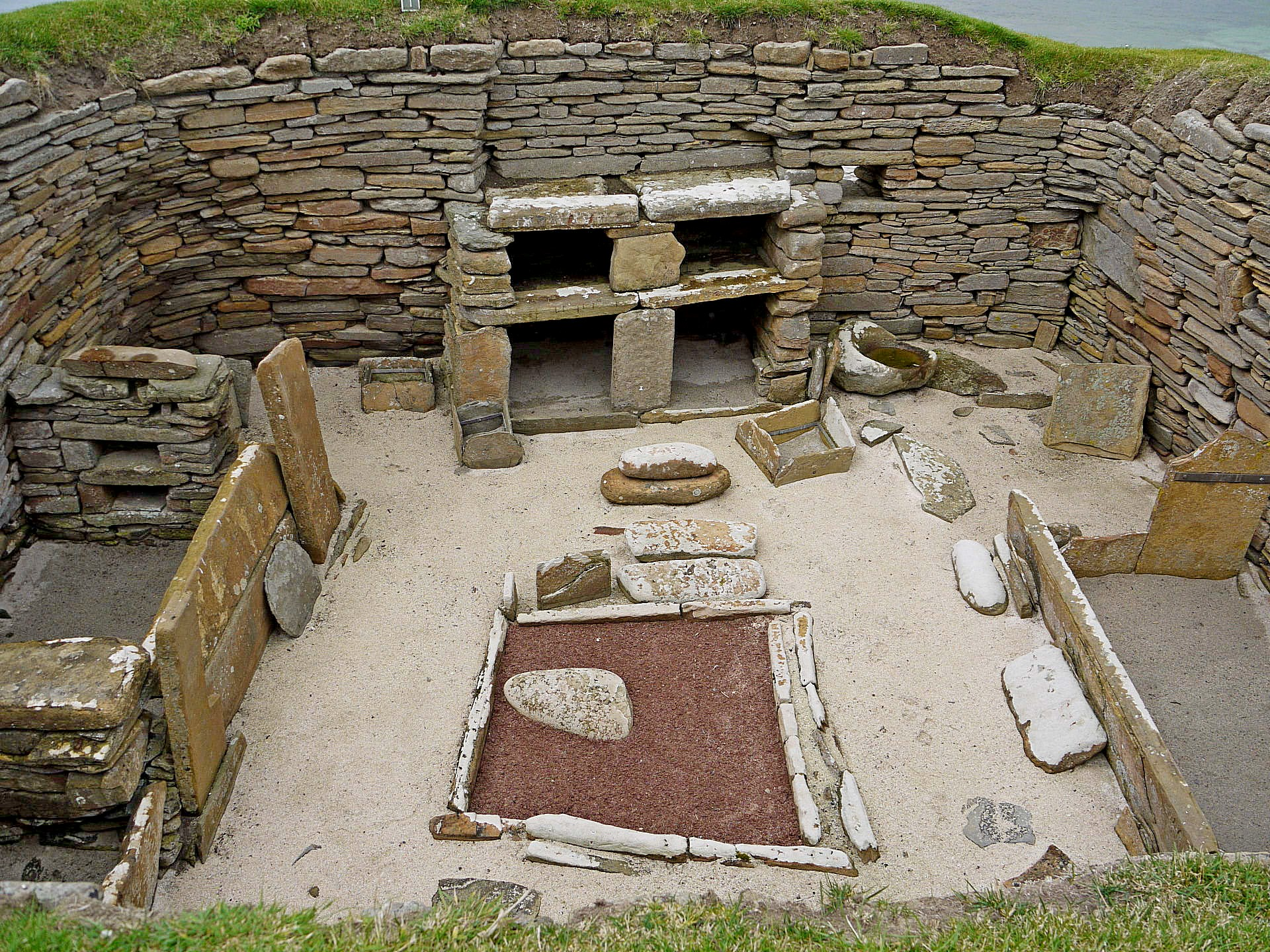
Intérieur d'une maison de Skara Brae
Reproduction de l'intérieur d'une des habitations souterraine de Skara Brae.
Le village de Skara Brae est constitué de plusieurs groupes de maisons reliées entre elles par des passages.
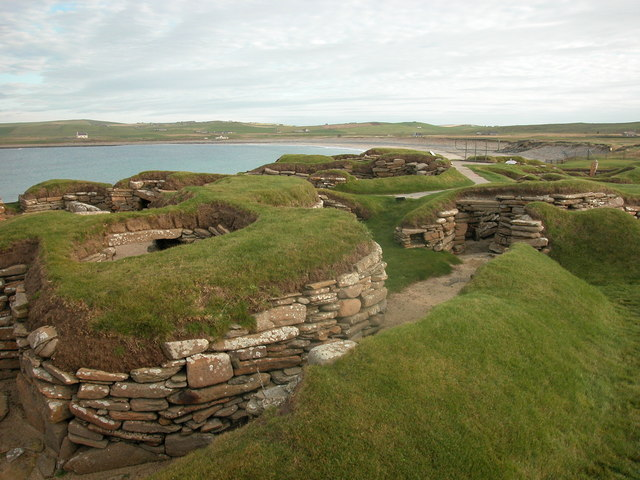
Groupe de maisons de Skara Brae - geograph.org.uk - 985917

## Vestiges archéologiques et mode de vie
La rareté des arbres de l'île a soulevé la question des matériaux utilisés dans les foyers ou pour couvrir les habitations. Il est probable que ces dernières aient été recouvertes par du bois apporté par l'océan, des fanons de baleine ou du chaume de gazon. Concernant le combustible des foyers, le professeur Childe était persuadé qu'il s'agissait de tourbe, mais des analyses sur la végétation de l'époque suggèrent que la tourbe n'a commencé à se développer sur l'île qu'après l'abandon de Skara Brae. Les autres combustibles possibles sont le bois flotté, le fumier animal, ou encore des algues séchées dont des vestiges ont été trouvés sur d'autres sites des Orcades.
Probablement grâce à son excellente conservation, le site a fourni la plus ancienne trace connue de la puce humaine (Pulex irritans) en Europe.
Les habitants de Skara Brae étaient principalement des pasteurs qui élevaient du bétail et des moutons. Childe croyait à l'origine que les habitants ne pratiquaient pas l'agriculture, mais des fouilles en 1972 ont mis au jour des graines d'orge, ce qui suggère qu'au moins cette plante y était cultivée. Les arêtes de poisson et les coquillages sont courants dans le site, ce qui indique que les habitants consommaient du poisson et des fruits de mer. Des coquilles de patelles ont été découvertes dans des boîtes en pierre dans les maisons et peuvent avoir été utilisées comme appâts à poissons.
Ce mode de vie pastoral contraste fortement avec certaines interprétations de la culture du peuple Skara Brae. Par exemple, Euan MacKie a suggéré que Skara Brae pourrait être le foyer d'une classe théocratique privilégiée de sages qui s'adonnaient à des cérémonies astronomiques et magiques au Cercle de Brodgar et aux Pierres levées de Stenness, situés à proximité. Graham et Anna Ritchie ont mis en doute cette interprétation, notant qu'il n'existe aucune preuve archéologique de cette affirmation, bien qu'une "route secondaire" néolithique partant de Skara Brae passe près de ces deux sites et se termine au tumulus de Maeshowe.
De très nombreux vestiges ont été découverts sur le site, dont une partie est exposée au musée. Parmi ces vestiges on trouve des boules en pierre gravées dont d'autres exemplaires similaires ont été trouvés dans tout le nord de l'Écosse. L'ornementation en spirale de certaines de ces "boules" a été stylistiquement liée à des objets trouvés dans la vallée de la Boyne en Irlande. Des symboles similaires ont été trouvés sculptés dans des linteaux et des poteaux de lit en pierre. Ces symboles, parfois appelés "écritures runiques", ont fait l'objet de traductions controversées. Par exemple, Castleden en 1987 a suggéré que les "deux-points" ponctuant les symboles verticaux et diagonaux peuvent représenter des séparations entre les mots.
Des fragments d'ocre rouge trouvé ici comme sur d'autres sites du Néolithique ont été interprétés comme des preuves que la peinture pouvait avoir été pratiquée. Des nodules d'hématites aux surfaces très polies ont également été trouvées, les surfaces brillantes suggérant que ces nodules aient été utilisés dans le travail du cuir.
Enfin, parmi les autres artefacts découverts sur le site, on peut citer des os d'animaux (dont des os de poissons, oiseaux et baleines), des fanons, de l'ivoire de baleine et de morse, des dents d'orque, notamment des alènes, des dés, des outils (comme des aiguilles, des couteaux, des herminettes, des pelles), des petits bols, de la poterie, des bijoux (colliers, perles, pendentifs), et des épingles en ivoire pouvant atteindre 25 centimètres de long. Ces épingles sont très similaires aux exemples trouvés dans les dolmens de la vallée de la Boyne, ce qui permet de rapprocher les deux cultures. Les couteaux dits de Skaill étaient des outils couramment utilisés à Skara Brae ; ils sont constitués de gros éclats arrachés aux galets de grès. Ce type de couteau a été retrouvé dans les Orcades et les Shetland.

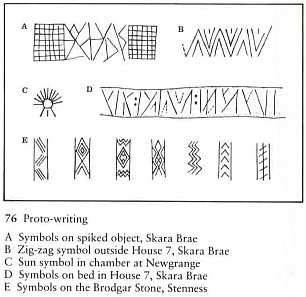
Motifs trouvés sur des vestiges à Skara Brae et d'autres sites néolithiques.

En 1972 des fouilles ont atteint des couches qui étaient restées gorgées d'eau et ont ainsi préservé des objets qui, autrement, auraient été détruits. Parmi ces objets, on trouve un écheveau de bruyère tordu, l'un des rares exemples connus de corde du néolithique, et une poignée en bois.
Aucune arme n’a été trouvée et le site n’était pas dans un endroit facilement défendable, ce qui suggère une vie paisible. La plupart des objets sont maintenant visibles dans le centre des visiteurs, à quelques pas du site.
On pense que le site de Skara Brae a été occupé pendant approximativement 600 ans à partir de -3100 et jusqu'aux environs de -2500. À cette époque le climat s'est refroidi et est devenu plus humide, entraînant l'abandon du site par ses habitants.

## Occupation et abandon du site
Lors des premières fouilles, le professeur Childe pensait que le peuplement datait d'environ 500 avant J.-C. Cette interprétation fut de plus en plus contestée et de nouvelles fouilles en 1972-73 ont permis de régler la question. Les résultats de datations par le radiocarbone à partir d'échantillons prélevés lors de ces fouilles indiquent que l'occupation de Skara Brae a commencé vers 3180 avant J.-C. et s'est poursuivie pendant environ six cents ans,. Le village a été abandonné vers 2500 avant J.-C., pour une raison inconnue. 
Une première interprétation fait état d'une grande tempête qui aurait forcé les habitants à fuir le site. C'est par exemple l'hypothèse d'Evan Hadingham qui compare Skara Brae à Pompéi. Anna Ritchie, cependant, conteste cette hypothèse en parlant d'un ensevelissement progressif du site. En effet, le site était à l'époque plus éloigné de la mer qu'il ne l'est actuellement et il est possible que Skara Brae ait été construit à côté d'une lagune d'eau douce protégée par des dunes. Bien que les bâtiments visibles donnent l'impression d'un ensemble organique, il est certain qu'une quantité inconnue de structures supplémentaires est perdue à cause de l'érosion marine des derniers millénaires précédant la redécouverte du site et sa protection ultérieure par une digue. On sait aussi que des vestiges existent à proximité immédiate du site dans des zones actuellement couvertes de champs, tandis que d'autres, de datation incertaine, peuvent être observés en train de s'éroder sur le bord de la falaise, un peu au sud de la zone.
Une seconde hypothèse avance que la fin de l'occupation du site ait eu pour origine une détérioration des conditions de vie liée à une évolution du climat. L'environnement devenu alors beaucoup plus froid et humide aurait provoqué l'abandon du site par ses habitants.

## Sites connexes dans les Orcades
Un site comparable bien que plus petit, Rinyo, existe sur l'île de Rousay. Fait inhabituel, aucun tumulus du type de Maeshowe n'a été trouvé à Rousay, et bien qu'il y ait un grand nombre de cairns chambrés, ceux-ci ont été construits par des artisans de la culture d'Unstan ware.
Knap of Howar, sur l'île de Papa Westray dans les Orcades, est une ferme néolithique bien conservée. Datant de 3500 à 3100 avant J.-C., elle est de conception similaire à celle de Skara Brae, mais d'une période antérieure, et on pense qu'il s'agit du plus ancien bâtiment encore debout en Europe du Nord.
Il existe également un site actuellement en cours de fouille à Links of Noltland sur Westray qui semble présenter des similitudes avec Skara Brae.

## Patrimoine mondial de l'UNESCO, dangers et protection

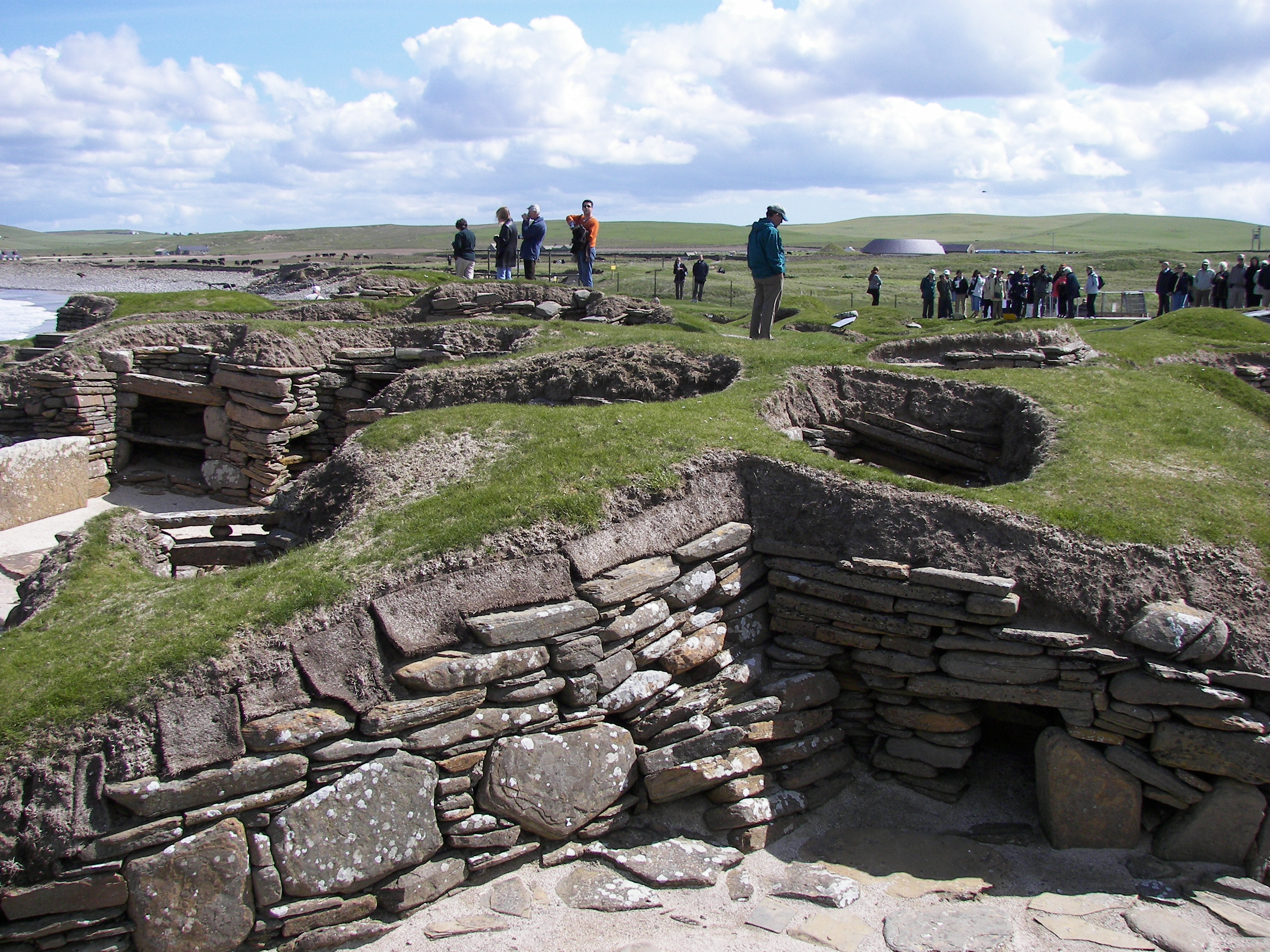
Maison 8 à Skara Brae.

Le "Cœur néolithiques des Orcades" auquel appartient le site de Skara Brae a été inscrit au patrimoine mondial de l'UNESCO en décembre 1999. En plus de Skara Brae, le site comprend Maeshowe, le Cercle de Brodgar, les Pierres levées de Stenness et d'autres sites voisins. Il est géré par l'Historic Environment Scotland, dont la "déclaration de l'importance" du site commence ainsi :
"The monuments at the heart of Neolithic Orkney and Skara Brae proclaim the triumphs of the human spirit in early ages and isolated places. They were approximately contemporary with the mastabas of the archaic period of Egypt (first and second dynasties), the brick temples of Sumeria, and the first cities of the Harappa culture in India, and a century or two earlier than the Golden Age of China. Unusually fine for their early date, and with a remarkably rich survival of evidence, these sites stand as a visible symbol of the achievements of early peoples away from the traditional centres of civilisation." Trad. [Les monuments du cœur néolithique des Orcades et de Skara Brae affirment le triomphe de l'esprit humain dans les âges anciens et les lieux isolés. Ils sont à peu près contemporains des mastabas de la période archaïque de l'Égypte (première et deuxième dynasties), des temples en brique de Sumérie et des premières villes de la culture Harappa en Inde, et précèdent d'un siècle ou deux l'âge d'or de la Chine. D'une qualité exceptionnelle pour leur ancienneté, et avec une remarquable richesse de témoignages, ces sites sont un symbole visible des réalisations des premiers peuples éloignés des centres traditionnels de la civilisation.]
Le site est aujourd'hui situé à proximité du rivage, protégé par une digue. La montée du niveau de la mer et l'érosion du rivage est donc une menace immédiate.
En 2019, une évaluation des risques a été réalisée afin d'évaluer la vulnérabilité du site au changement climatique. Le rapport de Historic Environment Scotland, du Orkney Islands Council et d'autres organismes conclut que l'ensemble du site du patrimoine mondial du Cœur des Orcades néolithiques, et en particulier Skara Brae, est "extrêmement vulnérable" au changement climatique en raison de la montée du niveau de la mer, de l'augmentation des précipitations et d'autres facteurs ; il souligne également le risque que Skara Brae soit partiellement détruite lors d'une tempête d'une intensité inhabituelle. 

## Le nom Skara Brae dans la culture contemporaine
- Skara Brae est le nom d'un groupe de musique traditionnelle irlandaise qui, le premier, a créé et enregistré une harmonie sur des airs traditionnels. Après sa dissolution en 1972, les membres ont constitué divers groupes à la notoriété mondiale dans ce genre de musique (The Bothy Band, Altan). L'aventure musicale de ce groupe a constitué un renouveau de la musique traditionnelle irlandaise.

- Les jeux de rôle The Bard's Tale et Ultima ont des cités qui s'appellent Skara Brae.

- Skara Brae est le titre d'une chanson du groupe de rock progressif Pendragon (parue sur l'album "Passion" - 2011) [29].

- Skara Brae a inspiré le nom du logiciel de gestion de magasin de meuble Skara[30].
- Skara Brae est visité par Hannah et Leith dans le premier tome des Étoiles de Noss Head de Sophie Jomain.
- Skara Brae est cité lors d´une leçon par le professeur Jones dans le film Indiana Jones et le Royaume du crâne de cristal.